# Réserve naturelle de l'Opouk
La réserve naturelle de l'Opouk (en ukrainien : Опуцький природний заповідник, en russe : Опукский природный заповедник) est une réserve de 1592,3 hectares située au sud la péninsule de Kertch en Crimée.

## Description
La réserve naturelle l'Opouk a été créée en 1998. La réserve protège les écosystèmes des zones côtières et également à proximité des communautés d'algues marines côtières.

## Faune et flore

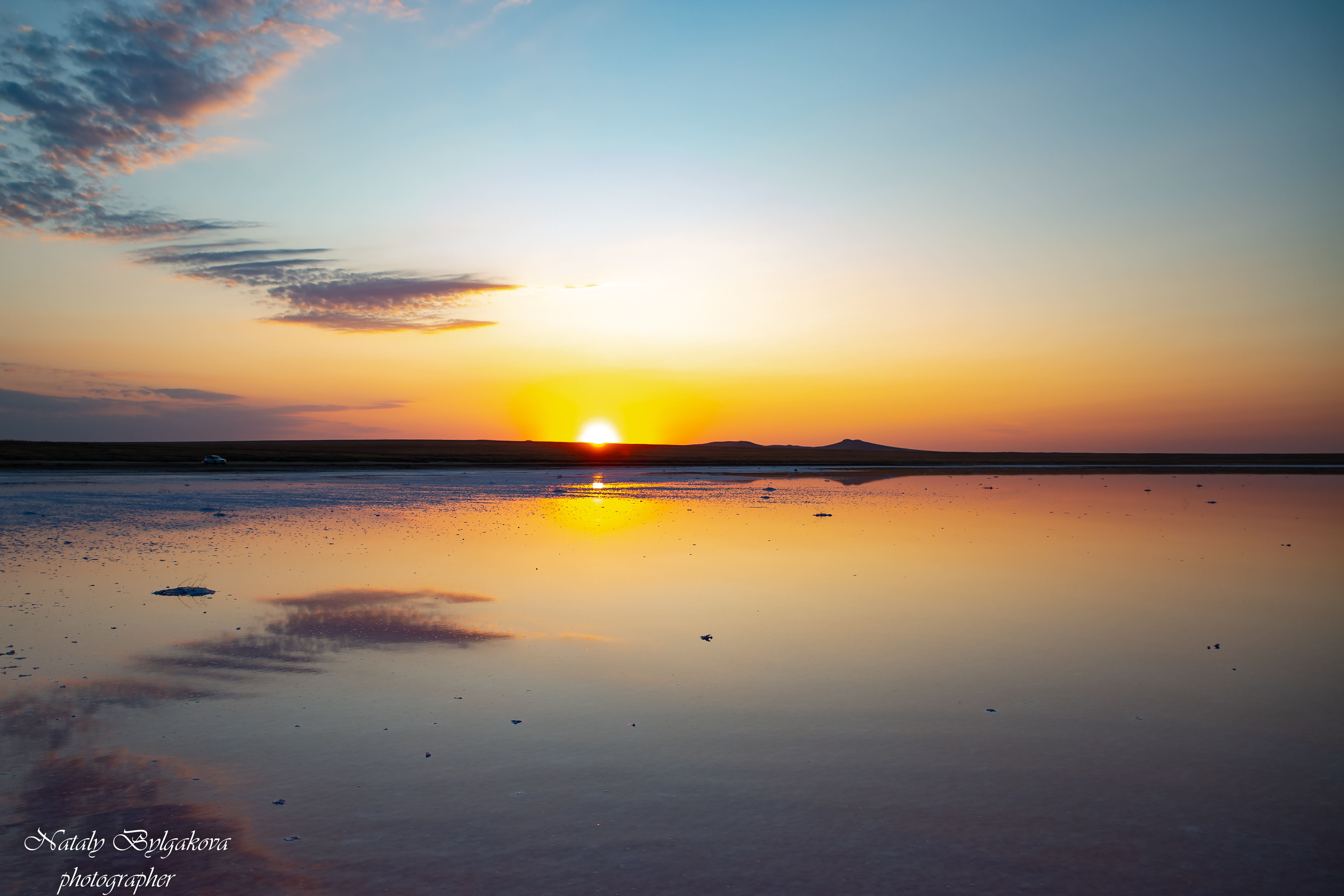
Site classé[1],
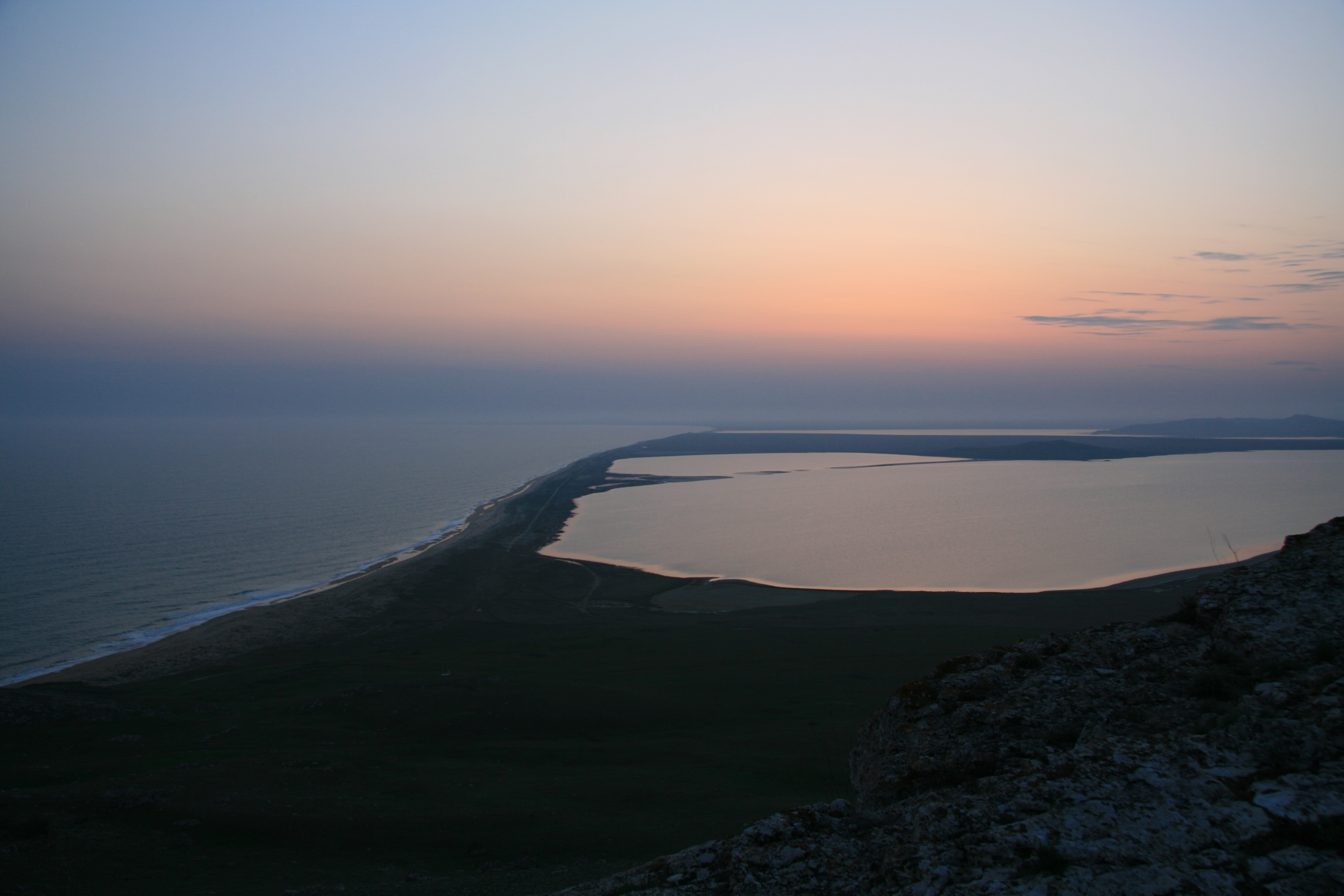
lac Koyachkoe,
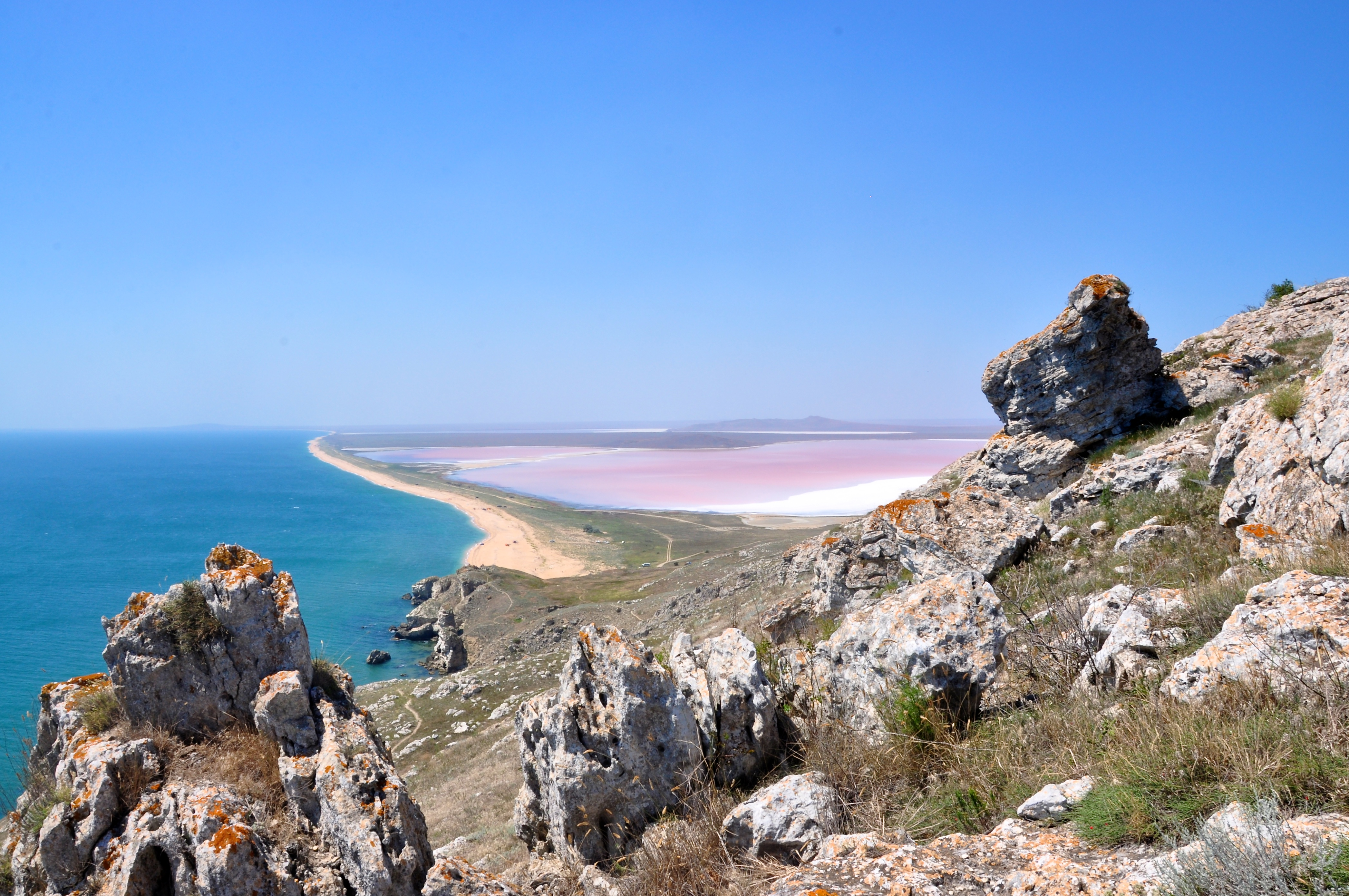
côte classé[2],
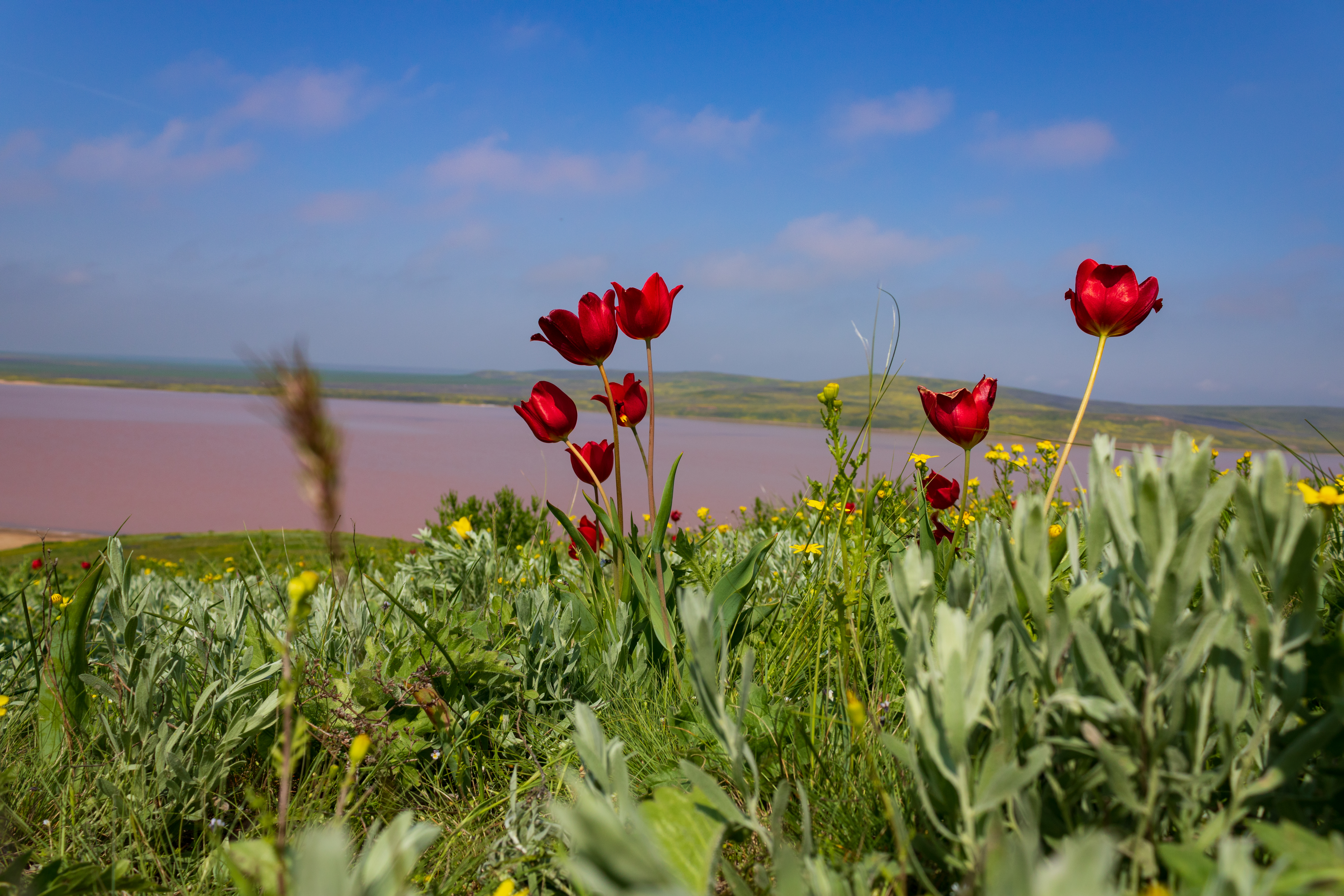
iris classé